# Socjologia pracy
Socjologia pracy – subdyscyplina socjologii zajmująca się zbiorowościami społecznymi i ich relacjami z pracą.
W szczególności badany jest wpływ jaki wywiera podział pracy na kształtowanie się struktur społecznych, a także czynniki osobowościowe w odniesieniu do różnych rodzajów wykonywanych prac. Socjologia pracy zajmuje się grupami społecznymi i ich stanowiskiem wobec takich zagadnień jak: bezrobocie, organizacja pracy, relacje pracownik (grupa pracowników) – przełożony, oraz oddziaływaniem instytucjonalizacji zachowań w postaci np. biurokracji.